# Знаки почтовой оплаты СССР (1966)
Зна́ки почто́вой опла́ты СССР (1966) — перечень (каталог) знаков почтовой оплаты (почтовых марок), введённых в обращение дирекцией по изданию и экспедированию знаков почтовой оплаты Министерства связи СССР в 1966 году.

## Список коммеморативных (памятных) марок
Порядок следования элементов в таблице соответствует номеру по каталогу марок СССР (ЦФА), в скобках приведены номера по каталогу «Михель».
| № по каталогу                                                         | Изображение | Описание и источники                                                                | Номинал   | Дата выпуска        | Тираж     | Художник                                               |
| --------------------------------------------------------------------- | ----------- | ----------------------------------------------------------------------------------- | --------- | ------------------- | --------- | ------------------------------------------------------ |
| (ЦФА [АО «Марка»] № 3355) (Mi #3226)                                  |             | Серия «Спортивные чемпионаты и первенства мира»: - Золотой кубок (футбол).          | 0,04 руб. | 31 мая 1966 года    | 4 000 000 | Лесегри: Борис Лебедев, Леонард Сергеев, Марк Гринберг |
| (ЦФА [АО «Марка»] № 3356) (Mi #3227)                                  |             | Серия «Спортивные чемпионаты и первенства мира»: - Футбол.                          | 0,06 руб. | 31 мая 1966 года    | 4 000 000 | Лесегри: Борис Лебедев, Леонард Сергеев, Марк Гринберг |
| (ЦФА [АО «Марка»] № 3357) (Mi #3225)                                  |             | Серия «Спортивные чемпионаты и первенства мира»: - Шахматы.                         | 0,06 руб. | 31 мая 1966 года    | 5 000 000 | Лесегри: Борис Лебедев, Леонард Сергеев, Марк Гринберг |
| (ЦФА [АО «Марка»] № 3358) (Mi #3212)                                  |             | Серия «Спортивные чемпионаты и первенства мира»: - Хоккей.                          | 0,10 руб. | 30 апреля 1966 года | 4 000 000 | З. Шарова                                              |
| (ЦФА [АО «Марка»] № 3359) (Mi #3228)                                  |             | Серия «Спортивные чемпионаты и первенства мира»: - Фехтование.                      | 0,12 руб. | 31 мая 1966 года    | 3 000 000 | Лесегри: Борис Лебедев, Леонард Сергеев, Марк Гринберг |
| (ЦФА [АО «Марка»] № 3360) (Mi #3229)                                  |             | Серия «Спортивные чемпионаты и первенства мира»: - Фехтование (эмблема).            | 0,16 руб. | 31 мая 1966 года    | 3 000 000 | Лесегри: Борис Лебедев, Леонард Сергеев, Марк Гринберг |
| (ЦФА [АО «Марка»] № 3361) (Mi #3247) (Mi #3248) (Mi #3249) (Mi #3250) |             | Почтовый блок серии «Спортивные чемпионаты и первенства мира»: - Спортивные сюжеты. | 0,10 руб. | 26 июля 1966 года   | 500 000   | З. Шарова                                              |
| (ЦФА [АО «Марка»] № 3441) (Mi #3295)                                  |             | «С Новым, 1967 годом!»: - Останкинская телебашня.                                   | 0,04 руб. | 19 ноября 1966 года | 4 000 000 | Лесегри: Борис Лебедев, Леонард Сергеев, Марк Гринберг |

## Одиннадцатый выпуск стандартных марок (1966—1969)
В октябре 1966 года в обращение начали поступать марки одиннадцатого стандартного выпуска, который издавался до 1969 года. Серия состояла из марок 12 номиналов. Для этого выпуска художник Василий Завьялов выполнил новые оригинальные рисунки. Марки низких номиналов были отпечатаны офсетным способом, высоких (начиная с 20-копеечной) — способом глубокой печати. Миниатюры от 1 до 16 копеек выпускались как на обыкновенной, так и на флуоресцентной бумаге с голубым свечением разной интенсивности.
Порядок следования элементов в таблице соответствует номеру по каталогу марок СССР (ЦФА), в скобках приведены номера по каталогу «Михель».
| № по каталогу                        | Изображение | Описание и источники                                                             | Номинал   | Дата выпуска         | Тираж     | Художник         |
| ------------------------------------ | ----------- | -------------------------------------------------------------------------------- | --------- | -------------------- | --------- | ---------------- |
| (ЦФА [АО «Марка»] № 3414) (Mi #3279) |             | Кремлёвский Дворец съездов, коричневая.                                          | 0,01 руб. | 29 декабря 1966 года | 4 000 000 | Василий Завьялов |
| (ЦФА [АО «Марка»] № 3415) (Mi #3280) |             | Автоматическая межпланетная станция «Луна-9» на Луне, фиолетово-синяя.           | 0,02 руб. | 25 октября 1966 года | 4 000 000 | Василий Завьялов |
| (ЦФА [АО «Марка»] № 3416) (Mi #3281) |             | Советская молодёжь, комсомольский значок, светло-фиолетовая.                     | 0,03 руб. | 25 октября 1966 года | 4 000 000 | Василий Завьялов |
| (ЦФА [АО «Марка»] № 3417) (Mi #3282) |             | Государственный герб и флаг, кирпично-красная.                                   | 0,04 руб. | 25 октября 1966 года | 4 000 000 | Василий Завьялов |
| (ЦФА [АО «Марка»] № 3418) (Mi #3283) |             | Современные средства связи, ультрамариновая.                                     | 0,06 руб. | 25 октября 1966 года | 4 000 000 | Василий Завьялов |
| (ЦФА [АО «Марка»] № 3419) (Mi #3284) |             | Воин Советской армии, зелёно-оливковая.                                          | 0,10 руб. | 25 октября 1966 года | 4 000 000 | Василий Завьялов |
| (ЦФА [АО «Марка»] № 3420) (Mi #3285) |             | Сталевар, коричневая.                                                            | 0,12 руб. | 24 ноября 1966 года  | 4 000 000 | Василий Завьялов |
| (ЦФА [АО «Марка»] № 3421) (Mi #3286) |             | Женщина с голубем мира, синяя.                                                   | 0,16 руб. | 24 ноября 1966 года  | 4 000 000 | Василий Завьялов |
| (ЦФА [АО «Марка»] № 3422) (Mi #3287) |             | Демонстрация трудящихся на Красной площади в Москве, чёрная, красная, оливковая. | 0,20 руб. | 25 декабря 1966 года | 4 000 000 | Василий Завьялов |
| (ЦФА [АО «Марка»] № 3423) (Mi #3288) |             | Мелиорация земель и химизация сельского хозяйства, зелёная.                      | 0,30 руб. | 24 ноября 1966 года  | 4 000 000 | Василий Завьялов |
| (ЦФА [АО «Марка»] № 3424) (Mi #3289) |             | Почтовая связь, ультрамариновая, серая.                                          | 0,50 руб. | 25 декабря 1966 года | 4 000 000 | Василий Завьялов |
| (ЦФА [АО «Марка»] № 3425) (Mi #3290) |             | Портрет В. И. Ленина, тёмно-серая, красная.                                      | 1,00 руб. | 24 ноября 1966 года  | 4 000 000 | Василий Завьялов |

## Комментарии
1. ↑  Ниже приведён перечень памятных художественных марок (с возможностью сортировки по номиналу, тиражу и дате введения в обращение).
2. ↑  Серия «Спортивные чемпионаты и первенства мира»: футбол — золотой кубок, многоцветная. Офсетная печать на мелованной бумаге, перфорирована: гребенчатая зубцовка 11½ (на каждые 2 сантиметра края марки приходится 11½ зубцов). В марочных листах по 20 (4×5) марок[2][6][7][8].
3. ↑  Серия «Спортивные чемпионаты и первенства мира»: футбол, многоцветная. Офсетная печать на мелованной бумаге, перфорирована: гребенчатая зубцовка 11½ (на каждые 2 сантиметра края марки приходится 11½ зубцов). В марочных листах по 20 (4×5) марок[2][6][7][8].
4. ↑  Серия «Спортивные чемпионаты и первенства мира»: шахматы, многоцветная. Офсетная печать на мелованной бумаге, перфорирована: гребенчатая зубцовка 11½ (на каждые 2 сантиметра края марки приходится 11½ зубцов). В марочных листах по 20 (4×5) марок[2][6][7].
5. ↑  Серия «Спортивные чемпионаты и первенства мира»: хоккей, многоцветная. Офсетная печать на мелованной бумаге, перфорирована: гребенчатая зубцовка 11½ (на каждые 2 сантиметра края марки приходится 11½ зубцов). В марочных листах по 20 (4×5) марок[2][6][10].
6. ↑  Серия «Спортивные чемпионаты и первенства мира»: фехтование, многоцветная. Офсетная печать на мелованной бумаге, перфорирована: гребенчатая зубцовка 11½ (на каждые 2 сантиметра края марки приходится 11½ зубцов). В марочных листах по 20 (4×5) марок[2][6][7][8].
7. ↑  Серия «Спортивные чемпионаты и первенства мира»: фехтование (эмблема), многоцветная. Офсетная печать на мелованной бумаге, перфорирована: гребенчатая зубцовка 11½ (на каждые 2 сантиметра края марки приходится 11½ зубцов). В марочных листах по 20 (4×5) марок[2][6][7][8].
8. ↑  Почтовый блок 110×110 мм серии «Спортивные чемпионаты и первенства мира»: спортивные сюжеты, многоцветный, клюшка золотистая. В блоке четыре многоцветные марки со спортивными сюжетами, повторяющие уменьшенные рисунки серии: на марке  (Mi #3247) — фехтование, на марке  (Mi #3248) — футбол, на марке  (Mi #3249) — шахматы, на марке  (Mi #3250) — хоккей. Офсетная печать на мелованной бумаге, перфорирована: рамочная зубцовка 11½ (на каждые 2 сантиметра края марки приходится 11½ зубцов)[2][6][11][12].
9. ↑  Новогодняя марка «С Новым, 1967 годом!»: на многоцветной марке  (ЦФА [АО «Марка»] № 3441) — спутник связи «Молния-1», Останкинская радиотелевизионная башня на фоне силуэта Кремля, реактивный самолёт, автобус, снежинка, звёздное небо, текст «С Новым годом — годом 50-летия Октября!». Офсетная печать, перфорирована: гребенчатая зубцовка 12½ (на каждые 2 сантиметра края марки приходится 12½ зубцов). В марочных листах 15 (5×3)[2][13][14].
10. ↑  Ниже приведён перечень стандартных марок (с возможностью сортировки по номиналу, тиражу и дате введения в обращение).
11. ↑  Кремлёвский Дворец съездов, коричневая. Штриховой офсет на простой бумаге, перфорирована: комбинированная гребенчатая зубцовка 12½:12 (на каждые 2 сантиметра края марки приходится 12½:12 зубцов). В марочных листах по 100 (10×10) экземпляров[2][13][19].
12. ↑  Автоматическая межпланетная станция «Луна-9» на Луне, фиолетово-синяя. Штриховой офсет на простой бумаге, перфорирована: комбинированная гребенчатая зубцовка 12½:12 (на каждые 2 сантиметра края марки приходится 12½:12 зубцов). В марочных листах по 100 (10×10) экземпляров[2][13][19].
13. ↑  Советская молодёжь, комсомольский значок, светло-фиолетовая. Штриховой офсет на простой бумаге, перфорирована: комбинированная гребенчатая зубцовка 12½:12 (на каждые 2 сантиметра края марки приходится 12½:12 зубцов). В марочных листах по 100 (10×10) экземпляров[2][13][19].
14. ↑  Государственный герб и флаг, кирпично-красная. Штриховой офсет на простой бумаге  (Mi #3282x), перфорирована: комбинированная гребенчатая зубцовка 12½:12 (на каждые 2 сантиметра края марки приходится 12½:12 зубцов). Разновидности: в апреле 1969 года марка номиналом в 4 копейки  (ЦФА [АО «Марка»] № 3417А) (офсетная печать) была выпущена на флуоресцентной бумаге  (Mi #3282y), имеющей ярко золотистое свечение в ультрафиолетовых лучах и  (ЦФА [АО «Марка»] № 3417Б) — на простой бумаге, без номинала, для настройки почтовых автоматов. В марочных листах по 100 (10×10) экземпляров[2][13][19].
15. ↑  Современные средства связи, ультрамариновая. Штриховой офсет на простой бумаге, перфорирована: комбинированная гребенчатая зубцовка 12½:12 (на каждые 2 сантиметра края марки приходится 12½:12 зубцов). В марочных листах по 100 (10×10) экземпляров[2][13][19].
16. ↑  Воин Советской армии, зелёно-оливковая. Штриховой офсет на простой бумаге, перфорирована: комбинированная гребенчатая зубцовка 12½:12 (на каждые 2 сантиметра края марки приходится 12½:12 зубцов). В марочных листах по 100 (10×10) экземпляров[2][13][19].
17. ↑  Сталевар, коричневая. Штриховой офсет на простой бумаге, перфорирована: комбинированная гребенчатая зубцовка 12½:12 (на каждые 2 сантиметра края марки приходится 12½:12 зубцов). В марочных листах по 100 (10×10) экземпляров[2][13][19].
18. ↑  Женщина с голубем мира, синяя. Штриховой офсет на простой бумаге, перфорирована: комбинированная гребенчатая зубцовка 12½:12 (на каждые 2 сантиметра края марки приходится 12½:12 зубцов). В марочных листах по 100 (10×10) экземпляров[2][13][19].
19. ↑  Демонстрация трудящихся на Красной площади в Москве, чёрная, красная, оливковая. Глубокая печать на простой бумаге, перфорирована: комбинированная гребенчатая зубцовка 12:11½ (на каждые 2 сантиметра края марки приходится 12:11½ зубцов). В марочных листах по 25 (5×5) экземпляров[2][13][19].
20. ↑  Мелиорация земель и химизация сельского хозяйства, зелёная. Глубокая печать на простой бумаге, перфорирована: комбинированная гребенчатая зубцовка 12:11½ (на каждые 2 сантиметра края марки приходится 12:11½ зубцов). В марочных листах по 25 (5×5) экземпляров[2][13][19].
21. ↑  Почтовая связь, ультрамариновая, серая. Глубокая печать на простой бумаге, перфорирована: комбинированная гребенчатая зубцовка 12:11½ (на каждые 2 сантиметра края марки приходится 12:11½ зубцов). В марочных листах по 25 (5×5) экземпляров[2][13][19].
22. ↑  Портрет В. И. Ленина, тёмно-серая, красная. Глубокая печать на простой бумаге, перфорирована: комбинированная гребенчатая зубцовка 12:11½ (на каждые 2 сантиметра края марки приходится 12:11½ зубцов). В марочных листах по 25 (5×5) экземпляров[2][13][19].